# Tjalling Halbertsma (Mediziner)

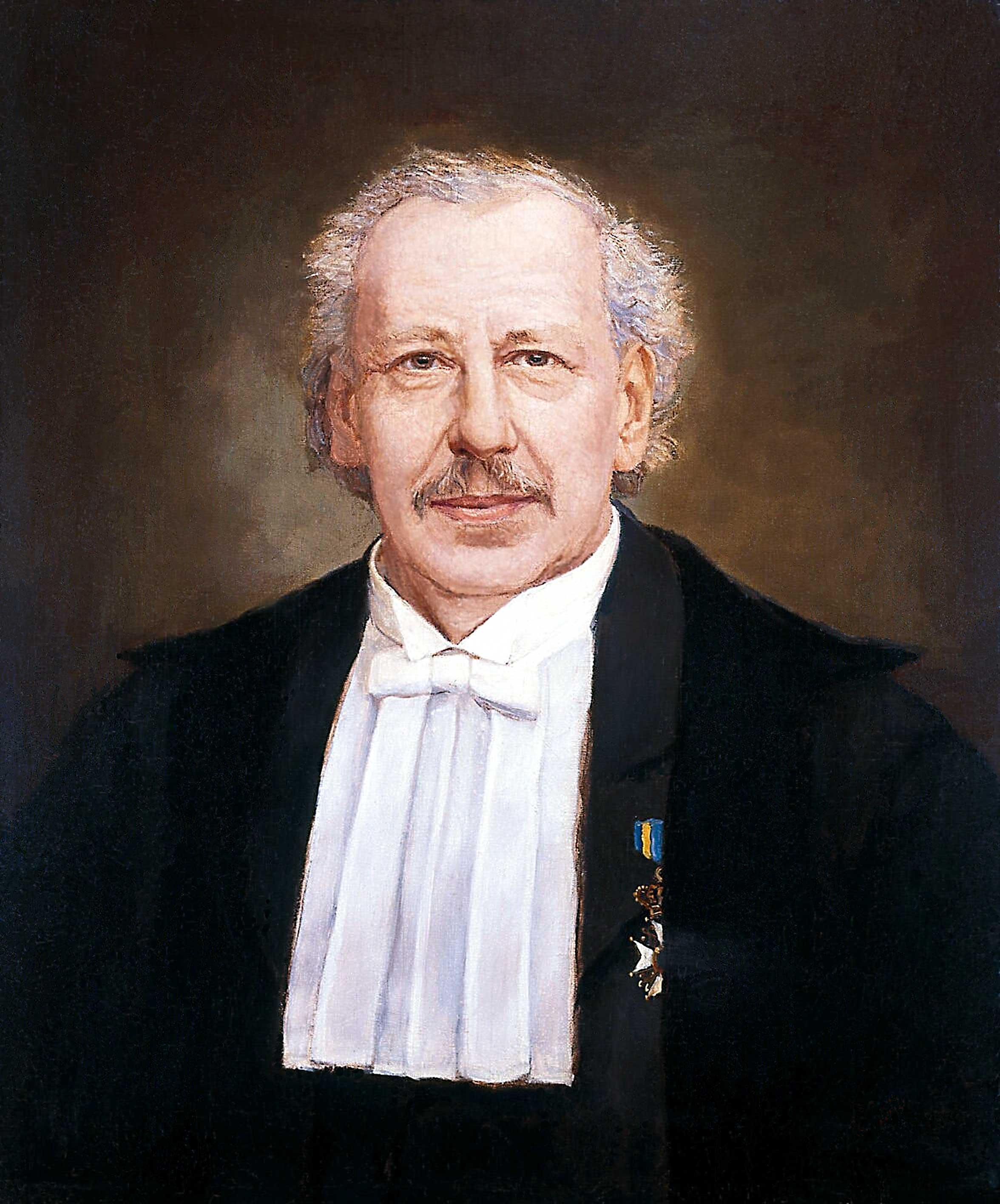
Tjalling Halbertsma

Tjalling Halbertsma (* 15. Juli 1841 in Sneek; † 29. April 1898 in Utrecht) war ein niederländischer Gynäkologe und Geburtshelfer.

## Leben
Tjalling Halbertsma war der Sohn des Arztes und Geburtshelfers Klaas Tjallings Halbertsma (* 8. Oktober 1815 in Grouw; † 23. Dezember 1879 in Sneek) und dessen Frau Hesterina ten Cate (* 29. August 1819 in Sneek; † 20. August 1866 in Utrecht).
Nach anfänglichem Schulbesuch frequentierte er ab 1853 das Gymnasium seiner Geburtsstadt und immatrikulierte sich am 21. September 1858 an der Universität Leiden. Hier absolvierte er ein Studium der Medizin bei Hidde Halbertsma Justuszoon und Abraham Everard Simon Thomas. Seine Ausbildung setzte er am städtischen Krankenhaus in Rotterdam bei Jan Bastiaan Molewater (1813–1864) und Machiel Polano (1813–1878) fort, wo er auch die Vorlesungen an der dortigen medizinischen Schule besuchte. Am 18. Dezember 1863 promovierte er in Leiden mit der Arbeit De keelspiegel en zijne aanwending zum Doktor der Medizin. Danach unternahm er eine Bildungsreise, die ihn zunächst an die Universität Tübingen führte, wo er die Vorlesungen von Hubert von Luschka, Felix von Niemeyer und Victor von Bruns verfolgte. Diese Studien setzte er an der Universität Wien bei Ernst Wilhelm von Brücke, Johann von Oppolzer und Gustav Braun fort. Schließlich zog er nach Paris, wo er Jules Péan kennen lernte.
Im März 1865 kehrte er in seine Heimat zurück und wurde praktischer Arzt in seinem Geburtsort. Am 23. April 1866 erhielt er einen Ruf als Professor der Gynäkologie an die Reichsuniversität Groningen, welchem er folgte und das ihm übertragene Amt am 28. Juni desselben Jahres mit der Rede De voortrefflijkheid der hedendaagsche Verloskunde (frei deutsch übersetzt: Die Großartigkeit der heutigen Geburtshilfe) antrat. Da durch den Abgang von Adolf Gusserow der Lehrstuhl für Gynäkologie und Geburtshilfe an der Universität Utrecht vakant geworden war, entschieden die Kuratoren der Hochschule, Halbertsma am 21. Juni 1867 zu dessen Nachfolger zu berufen. Diesem Ruf folgte er und trat am 15. Oktober 1867 die ihm übertragene Aufgabe mit der Einführungsrede Over de verdiensten der Engelschen op Gynaecologisch gebied in het verband der Gynaecologie met de Geneeskunde (frei deutsch übersetzt: Über die Verdienste der Engländer auf gynäkologischem Gebiet, im medizinischen Kontext der Gynäkologie) an.
In seiner Eigenschaft als Utrechter Hochschullehrer beteiligte sich Halbertsma auch an den organisatorischen Aufgaben der Hochschule und war 1872/73 Rektor der Alma Mater. Diese Aufgabe legte er mit der Rede Eene viejfentwintigjarige voorbereiding, een zwaard van Damócles voor onze gymnasia en hoogescholen (frei deutsch übersetzt: Eine fünfundzwanzigjährige Vorbereitung, ein Damoklesschwert für unsere Gymnasien und Hochschulen) nieder. Seine Beiträge über Ätiologie und die Therapie der Präeklampsie hatten ihn über die Grenzen seines Landes bekannt gemacht. Von ihm stammte der Vorschlag, den Kaiserschnitt zur Heilung der Eklampsie einzusetzen. Er empfahl außerdem äußere Untersuchungen als Prophylaktikum gegen Kindbettfieber und stellte die Diagnose des Sitzes der Plazenta durch Probepunktion fest. Halbertsma war Ehrenmitglied der Obstetrical Society in Edinburgh, 1868 Mitglied der provinziellen Utrechtschen Gesellschaft der Künste und Wissenschaften und 1889 Ritter des Ordens vom niederländischen Löwen.
Am 26. Juli 1883 heiratete Halbertsma in Utrecht Johanna Helena Elisabeth van der Mandere (* 21. September 1849 in ’s Gravenpolder; † 26. September 1886 in Utrecht), die Tochter des Boudewijn van der Mandere (* 15. Dezember 1808 in Middelburg; † 11. Januar 1879 in Utrecht) und dessen Frau Sara Johanna Ignatia Sybille Coenen van s’ Gravensloot (* 15. September 1812 in Utrecht; † 8. Dezember 1883 ebenda).
Aus der Ehe stammt der Sohn und spätere Vizepräsident am Gerichtshof in Wassenaar Steven Nicolaas Boudewijn Halbertsma (* 22. März 1884 in Utrecht; † 7. August 1965 in Wassenaar), der sich am 18. März 1915 in Den Haag mit Jenny Louise Quarles van Ufford (* 15. Mai 1883 in Loosduinen; † 22. März 1969 in Wassenaar) verheiratete, der Tochter des Louis Pierre van Ufford und der Maria van Herwaarden.

## Werke (Auswahl)
- Zur Retroversion des Uterus gravidus. In: Monatsschrift für Geburtshilfe. 1869
- Atresia vaginae met retentio mensium. In: Tijdschrift voor Geneeskunde. 1869
- Uitwendig onderzoek als prophylakticum tegen febris puerperalis. In: Nederlands Tijdschr. voor Geneskunde. 1870
- Die Behandlung des zuletzt kommenden Kopfes beim Gesicht nach vorne. In: Wiener Medicinische Wochenschrift. 1870
- Het collum uteri en de portio vag. in de zwangerschap. In: Nederlands Archief voor Genees- en Naturkunde. 1870, S. 169 (Online)
- Aeussere Untersuchung als Prophylacticum gegen Puerperalfieber. In: Centralblatt für die medicinischen Wissenschaften. August Hirschwald, Berlin, 1870, Jg. 8, S. 465 (Online)
- Die aetiologie der eclampsie. In: Centralblatt für die medicinischen Wissenschaften. 1871
- Een haak als perforatorium. In: Nederlands Tijdschrift voor Geneeskunde. 1872
- Zur Milchfieberfrage. Utrecht 1873 und In: Centralblatt für die medicinischen Wissenschaften. 1873
- Over Ovariotomie, gevolgd door een geval met gelukkigen afloop. Utrecht 1873
- Over afwachten, tang-applicatie, craniotomie en keering bij bekkenvernauwing. In: Ned. Tijds. v. Geneesk. 1873, 485.
- Over Craniotomie. Utrecht 1874
- Eene viejfentwintigjarige voorbereiding, een zwaard van Damócles voor onze gymnasia en hoogescholen. 1874
- Zur Theorie des Vesiculär-Athmens. In: Centralblatt für die medicinischen Wissenschaften. 1877
- Bekkenvernauwing enz. In: Nederlands Tijdschrift voor Geneeskunde. 1880
- Die Diagnose des Sitzes der Placenta durch Probepunctionen. In: Centralblatt für Gynaecologie. 1881, Jg. 5, S. 97
- De aetiologie van eclampsia puerperalis. In: Tijdschrift voor Geneeskunde. 1882; deutsch: Ueber die Aetiologie der Eclampsia puerperalis. In: Sammlung klinische Vorträge. 1882, Nr. 212
- De opheffing der Amsterdamsche Kraaminrichting, boekaankondiging. In: Ned. Tijds. v. Geneesk. 1881, S. 238
- De meeste gevallen van eclampsia puerperalis zijn het gevolg van druk op de ureteren. In: Nederlandsch Archief voor Genees- en Natuurkunde. 1881, S. 817
- Over gecompliceerde ovariotomieën. In: Nederlands Tijdschrift voor Geneeskunde. 1882
- Eclampsia gravidarum, eene nieuwe indicatie voor sectio caesarea. In: Ned. Tijds. v. Geneesk. 1889, II, 485; und In: Ned. Tijds. v. Verlosk. en Gynaecol. I Abt. 1 u. 2, 1889, II, 734;
- Over de actieve behandling bij eclampsia gravidarum. In: Nederlands Tijdschrift voor Geneeskunde. 1890
- Over perineoplastiek zonder verwijdering van weefsel. In: Nederlands Tijdschrift voor Geneeskunde. 1893
- Een gemeenschappelyk onderzoek naar de beste behandeling van eclampsia puerperalis. In: Ned. Tijds. v. Verlosk. en Gynaecol. 1895, I, 499;
- Over de operative behandeling van prolapsus uteri en vaginae. In: Nederlands Tijdschrift voor Geneeskunde. 1896
- Adversaria critica. E schedis defuncti selegit, disposuit. Leiden 1896
- Bijdrage tot de verloskundige behandling der eclampsia gravid. Et parturientium. In: Nederlands Tijdschrift voor Verloskunde en Gynaecol. 1897